# Erik Stoffelshaus
Erik Stoffelshaus (* 14. Dezember 1970 in Mülheim an der Ruhr) ist ein deutscher Fußball-Funktionär. Zuletzt war er Sportdirektor beim russischen Premjer-Liga-Verein Lokomotive Moskau.

## Leben
Nach einer Ausbildung zum Industriekaufmann bei der Thyssen Stahl AG sowie einem Studium der Sportwissenschaft an der Ruhr-Universität Bochum wurde Erik Stoffelshaus 1998 Trainer der U11/U12-Junioren beim FC Schalke 04.
Im Juli 2000 wechselte er vom Trainerstab ins Management des Clubs. Dort unterstützt er Bodo Menze, den Manager der Nachwuchsabteilung des FC Schalke 04. Während seiner Amtszeit erreichten die Jugendmannschaften zwei deutsche Meistertitel sowie zwei DFB-Pokalsiege. 2002 erwarb Stoffelshaus die Trainer-A-Lizenz der UEFA.
Im Juli 2006 wurde Stoffelshaus Teammanager der Schalker Lizenzspielerabteilung sowie Assistent von Manager Andreas Müller. Unter anderem war er für Spielereinkäufe wie Heiko Westermann, Ivan Rakitić, Jermaine Jones und Jefferson Farfán mitverantwortlich. Seine Amtszeit endete am 26. Mai 2009.
Nach seiner Zeit auf Schalke erwarb Stoffelshaus sein Diplom als Sportlehrer.
Im November 2013 ging Stoffelshaus nach Kanada und wurde technischer Direktor des West Ottawa Soccer Clubs. Im März 2015 übernahm er die Stelle des technischen Direktor des Fußballverbandes der Region York in Toronto.
Im Januar 2017 wurde Stoffelshaus neuer Sportdirektor beim russischen Premjer-Liga-Verein Lokomotive Moskau. Nur wenige Monate nach Amtsantritt holte Stoffelshaus mit Lokomotive den ersten Titel. Am 2. Mai 2017 gewann der Klub zum siebten Mal in der Vereinsgeschichte den russischen Pokal. Dadurch qualifizierte sich der Verein für die Gruppenphase der UEFA Europa League der Folgesaison. Dort scheiterte Lokomotive Moskau im Achtelfinale an Atlético Madrid, dem späteren Sieger des Wettbewerbs. In der zweiten Saison mit Stoffelshaus gewann der Verein zum dritten Mal die russische Meisterschaft. Stoffelshaus beendete seine Tätigkeit als Sportdirektor bei Lokomotive Moskau am 31. Dezember 2018.
2018 erwarb er den Master of Business Administration in Sports Management an der Universidad Europea de Madrid und 2024 den Executive Master in Global Sport Governance.